# Olijfkleurige ketellapper
De olijfkleurige ketellapper (Cryptolybia olivacea synoniem: Stactolaema olivacea) is een vogel uit de familie Lybiidae (Afrikaanse baardvogels). Het taxon werd lang beschouwd als soort uit het geslacht  Stactolaema. Volgens fylogenetisch onderzoek gepubliceerd in 2004 is plaatsing in het monotypische geslacht Cryptolybia verdedigbaar.

## Verspreiding en leefgebied
Deze soort komt voor in oostelijk en zuidoostelijk Afrika en telt vijf ondersoorten:
- C. o. olivacea: zuidoostelijk Kenia en noordoostelijk Tanzania.
- C. o. howelli: Udzungwa- en Mahengegebergte (het oostelijke deel van Centraal-Tanzania).
- C. o. woodwardi: zuidoostelijk Tanzania en noordoostelijk Zuid-Afrika.
- C. o. rungweensis: zuidwestelijk Tanzania en noordelijk Malawi.
- C. o. belcheri: zuidelijk Malawi en noordelijk Mozambique.

## Status
De grootte van de populatie is niet gekwantificeerd maar de soort wordt omschreven als plaatselijk algemeen. Op de Rode lijst van de IUCN heeft deze soort de status niet bedreigd.